# Archevêque de Cantorbéry
L'archevêque de Cantorbéry (Archbishop of Canterbury) est, après le gouverneur suprême de l'Église d'Angleterre, c'est-à-dire le monarque du Royaume-Uni, le chef de l'Église d'Angleterre, avec le titre de primat de toute l'Angleterre, et le chef de la communion anglicane. Il est le successeur de saint Augustin de Cantorbéry, premier titulaire du siège de 597 à 605.

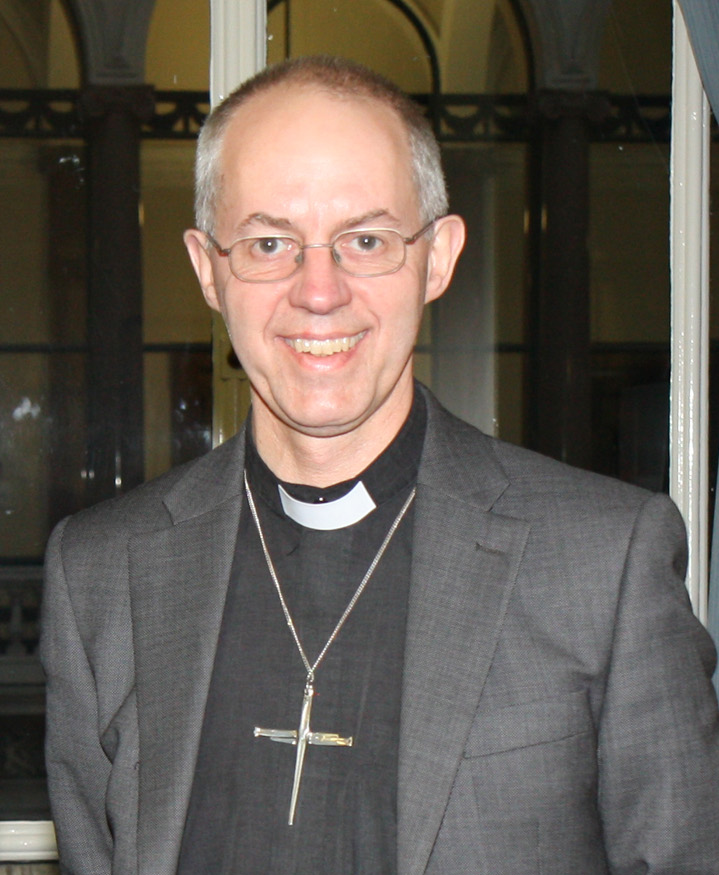
Le dernier archevêque de Cantorbéry, Justin Welby (2013).

Depuis le 21 mars 2013, c'est Justin Welby qui occupe cette fonction, jusqu'à sa démission, effective le 7 janvier 2025.

## Rôle et statut

### Fonctions principales

Armes de l'évêché de Cantorbéry.

L'archevêque de Cantorbéry exerce quatre fonctions principales :
- Il est l'évêque du diocèse de Cantorbéry qui recouvre l'est du comté de Kent et l'extrême nord-est du Surrey. Cet évêché fondé en 597 est le plus ancien de l'Église d'Angleterre.
- Il est le métropolite de la province de Cantorbéry, qui recouvre les deux tiers méridionaux de l'Angleterre.
- En tant que primat de toute l'Angleterre (Primate of All England), il est la première personnalité religieuse de l'Église d'Angleterre. Il joue un rôle important lors de cérémonies officielles, telles que les couronnements. C'est cependant le monarque anglais qui est officiellement à la tête de l'Église d'Angleterre.
- En tant que chef spirituel de la Communion anglicane, il est primus inter pares de tous les primats anglicans. Depuis 1867, il organise une réunion plus ou moins décennale de tous les évêques anglicans du monde, les Conférences de Lambeth.

La résidence principale de l'archevêque est le palais de Lambeth, dans le district londonien de Lambeth. Il possède aussi ses appartements dans l'Old Palace de Cantorbéry, situé à côté de la cathédrale de Cantorbéry où est placée sa cathèdre, l'un des symboles de sa fonction épiscopale.
En tant qu'évêque d'un des cinq grands évêchés britanniques, avec l'archevêque d'York, l'évêque de Londres, l'évêque de Durham et l'évêque de Winchester, l'archevêque de Cantorbéry est ex officio l'un des lords spirituels de la Chambre des lords. Il est l'un des hommes de haut rang de toute l'Angleterre, situé juste en dessous de la famille royale.
Depuis qu'Henri VIII a rompu avec l'Église catholique, les archevêques de Cantorbéry ont été choisis par les monarques anglais (puis britanniques). Aujourd'hui, ce choix est fait au nom du souverain par le Premier ministre qui le choisit parmi une liste de deux noms, eux-mêmes sélectionnés par un comité ad hoc appelé la commission de nominations de la Couronne (Crown Nominations Commission).
Avant 1902, l'archevêque, comme le pape, était élu à vie, mais gardait la prérogative de renoncer, et cette coutume continue après la Réforme protestante. Depuis cette date, tous les archevêques de Cantorbéry ont annoncé leur démission volontairement avant leur mort (utilisant le terme retraite), sauf William Temple, qui meurt en cours de mandat.
Le dernier archevêque, Justin Welby, 105e lord-archevêque de Cantorbéry et primat de toute l'Angleterre, fut intronisé en la cathédrale de Canterbury le 21 mars 2013. Depuis sa démission en janvier 2025, le siège est vacant.

### Autres fonctions
L'archevêque tient d'autres positions ex officio, parmi lesquelles :
- Visitor de l'université du Kent (dont le principal campus se situe à Cantorbéry) ;
- Chancelier de l'université Canterbury Christ Church depuis 2005.

## Origines
Des témoignages suggèrent qu'il y avait trois archevêchés durant la domination romaine : Londres, York et Caerlon, une ville antique du Sud du pays de Galles. Cependant, durant les Ve et VIe siècles, le pays fut dirigé par les Anglo-Saxons, païens. Des royaumes qu'ils y installèrent, c'est celui du Kent qui eut les liens les plus resserrés avec la culture et le commerce européen.
Le premier archevêque fut Augustin de Cantorbéry qui arriva dans le Kent en 597, envoyé par le pape Grégoire Ier pour une mission en Angleterre. Il fut accepté par le roi Æthelbert, lors de sa conversion au christianisme vers 598. Depuis lors, les archevêques de Cantorbéry sont désignés comme les occupants du fauteuil de saint Augustin. Avant la rupture avec l'autorité papale au XVIe siècle, l'Église d'Angleterre faisait partie intégrante de l'Église de l'Europe occidentale continentale. 
Depuis la rupture officialisée par l'Acte de suprématie, l'Église d'Angleterre, Église nationale, se considère toujours comme une part de la tradition de l'Église catholique, même si elle n'a plus de rapport avec le Saint-Siège. La bulle Apostolicae Curae de Léon XIII, toujours en vigueur, affirme que les ordinations anglicanes sont entièrement invalides et illicites selon la liturgie et le droit canon catholiques.
L'Église d'Angleterre est l'« Église mère » de la Communion anglicane.

## Province et diocèse

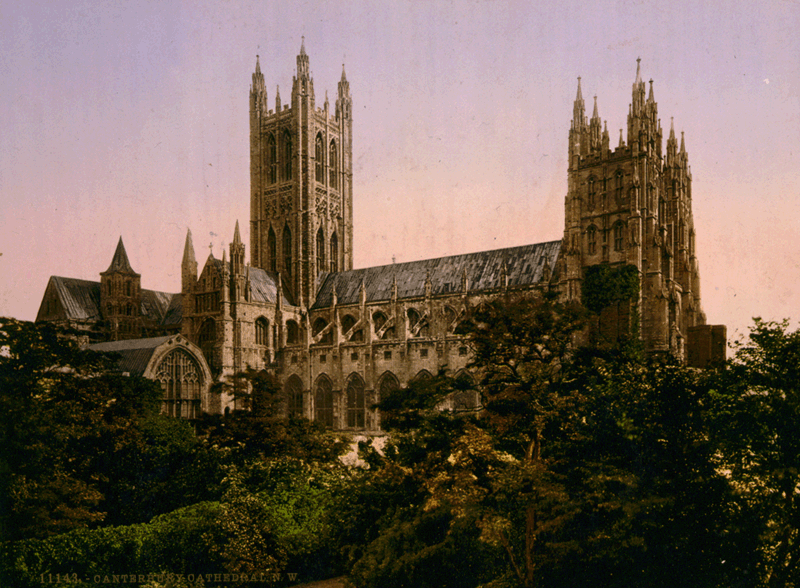
Vue du nord-ouest de la cathédrale de Cantorbéry vers 1890-1900.

L'archevêque de Cantorbéry exerce une juridiction métropolitaine sur la province de Cantorbéry qui comprend 30 des 44 diocèses de l'Église d'Angleterre (les quatorze restants, dans le Nord de l'Angleterre, font partie de la province d'York). Autrefois, les quatre diocèses du pays de Galles tombaient aussi sous la juridiction de la province de Cantorbéry. Mais, en 1920, les diocèses gallois furent transférés sous l'autorité de l'Église au pays de Galles.
L'archevêque de Cantorbéry possède une curie provinciale et cérémonielle composée des évêques de haut rang de sa province. L'évêque de Londres, le religieux de l'Église de plus haut rang à l'exception des deux archevêques, sert en tant que doyen de la province de Cantorbéry, l'évêque de Winchester comme chancelier, l'évêque de Lincoln comme vice-chancelier et l'évêque de Rochester comme porteur de la croix.
Avec la primatie de l'archevêque de Cantorbéry sur celui de York, on doit au premier une priorité quant à l'honneur par rapport aux autres archevêques de la communion anglicane. Il est reconnu comme primus inter pares, premier parmi les égaux. Cependant, l'archevêque de Cantorbéry n'exerce aucune autorité directe sur les provinces en dehors de l'Angleterre.

## Prédicat et privilèges

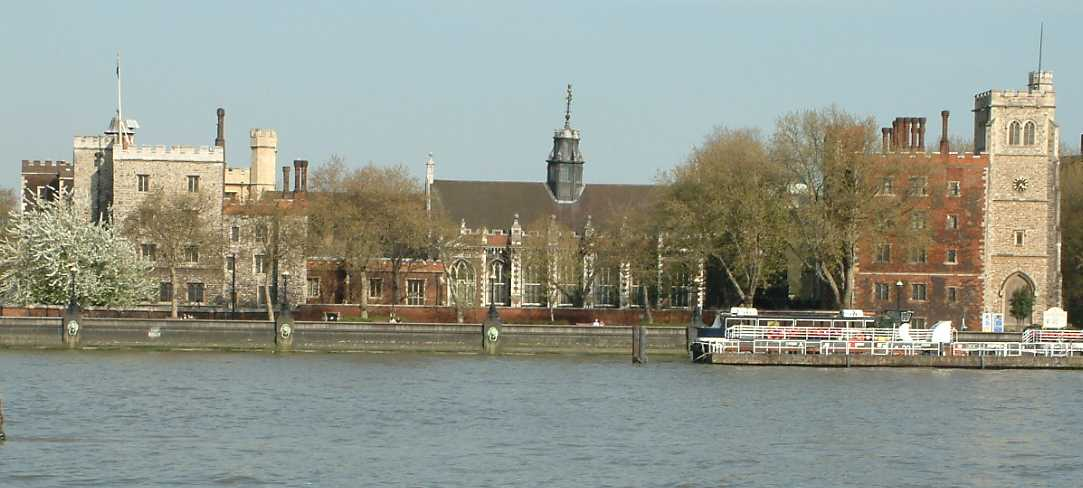
Le palais de Lambeth, résidence officielle de l'archevêque de Cantorbéry, photographié depuis la Tamise.

Signature de Rowan Williams, archevêque de Cantorbéry : +Rowan Cantuar.

La résidence officielle de l'archevêque de Cantorbéry est le Lambeth Palace. Jusqu'au XIXe siècle, les archevêques résidaient aussi au Croydon Palace et au Addington Palace. Il y a aussi les ruines d'un palais à Otford.
Les archevêques de Cantorbéry et d'York sont tous deux appelés The Most Reverend (littéralement : « le plus révérend »). Les archevêques à la retraite sont appelés The Right Reverend (« le très révérend »). Les archevêques font partie, par convention, du Conseil privé du Royaume-Uni, et peuvent donc être appelés à vie The Right Honourable (« le très honorable »), à moins qu'ils ne soient plus tard radiés du Conseil.

Dans les documents formels, on se réfère à l'archevêque de Cantorbéry comme étant The Most Reverend Father in God, [nom de famille], by Divine Providence Lord Archbishop of Canterbury, Primate of All England and Metropolitan (littéralement : « le plus révérend Père en Dieu, [nom de famille], par la Divine Providence Lord-archevêque de Cantorbéry, primat de toute l'Angleterre et métropolitain »).

Lors des débats de la Chambre des lords, on s'y réfère comme The Most Reverend Primate, the Archbishop of Canterbury (« Le plus révérend primat, archevêque de Cantorbéry »). The Right Honourable (« le très honorable ») n'est utilisé dans aucune instance. On peut aussi s'y référer comme Your Grace (« Votre Grâce ») ou de plus en plus de nos jours simplement Père, archevêque ou Dr X.
Le nom de famille de l'archevêque de Cantorbéry n'est pas utilisé dans les documents formels où seuls les prénoms sont mentionnés. Légalement, l'archevêque est autorisé à signer du nom de « Cantuar » (le mot latin pour Cantorbéry). Il partage le droit d'utiliser seulement son titre comme signature avec l'archevêque d'York, les autres évêques et les pairs du royaume.
Dans l'ordre de préséance au Royaume-Uni, l'archevêque de Cantorbéry est placé au-dessus de tous les sujets du royaume à l'exception du souverain et des membres de la famille royale. Juste après lui se situe le lord chancelier, puis l'archevêque d'York.